# Quantum praedecessores
Quantum praedecessores és una butlla del Papa Eugeni III promulgada l'1 de desembre de 1145 per convocar la Segona Croada, essent la primera butlla de la història sobre les croades.
La butlla es publicà com a resposta a la caiguda d'Edessa el desembre de 1144. Els pelegrins d'Orient portaren notícies d'aquesta catàstrofe al llarg de l'any 1145, i arribaren ambaixades des d'Antioquia, Jerusalem i Armènia a la cort papal a Viterbo. Hug, bisbe de Jabala, una de les diòcesis de Jerusalem, fou un dels que portaren la notícia.
El títol d'aquesta butlla prové de la primera frase: Quantum praedecessores nostri Romani pontifices pro liberatione Orientalis Ecclesiae laboraverunt, antiquorum relatione dicidimus, et in gestis eorum scriptum reperimus.
La butlla fou promulgada a Vetralla i fa un breu relat dels esdeveniments de la Primera Croada, lamentant la pèrdua de la ciutat d'Edessa, una de les ciutats cristianes més antigues. Està dirigida directament al rei Lluís VII de França i als seus súbdits, i promet la remissió de la pena temporal pels pecats ja perdonats a tots els qui recullin la creu, així com la protecció eclesiàstica a llurs famílies i possessions, així com Urbà II havia fet en convocar la Primera Croada. Segons la butlla, aquells qui completessin la croada o que morissin en l'intent rebrien la indulgència plenària, i això suposa la primera menció escrita de l'Església a aquesta concessió, que implica la completa remissió de la pena temporal del croat.
Lluís VII es trobava preparant la seva pròpia croada, independent de la convocada a través de la butlla papal. Sembla àdhuc que Lluís ignorà la butlla completament i és probable que les ambaixades vingudes d'Orient haguessin visitat el rei francès així com el Papa. En qualsevol cas, i després de consultar amb el predicador Bernat de Claravall, Lluís VII finalment acudí a buscar el beneplàcit papal, i la seva croada comptà amb tot el suport eclesiàstic. La butlla fou emesa de nou l'1 de març de 1146, i Bernat començà a predicar la Croada per tot França, i més endavant també a Alemanya, on convencé Conrad III perquè s'hi unís.
És interessant tenir en compte que, tot i que es tractà de la primera ocasió en què una butlla papal fa una crida a la croada, el papat com a institució estigué pràcticament absent de la resta de l'expedició. La Primera croada no comptà amb una butlla d'aquest tipus, sinó que el suport del papat sorgí arran del Concili de Clarmont de 1095. Tanmateix, s'estengué ràpidament gràcies als predicadors, i Urbà II fou considerat com el líder de la croada a través dels seus legats, com Ademar de Monteil. A mitjan segle xii, el poder papal havia disminuït, i la pròpia Roma es trobava sota el control de la Comuna de Roma. Tot i que hi hagué legats papals acompanyant la Croada, l'expedició estigué sota el control de Lluís VII i de Conrad III, i no pas de líders religiosos.
La Croada fou pràcticament destruïda en la seva marxa per Anatòlia. Lluís i Conrad s'uniren més tard a l'exèrcit de Jerusalem en el fracassat setge de Damasc de 1148.